# Danijel Galić
Danijel Galić (Sarajevo, 14 aprile 1987) è un pallavolista bosniaco naturalizzato croato, di ruolo schiacciatore.

## Carriera

### Club
La carriera di Danijel Galić inizia nell'HAOK Mladost, dove rimane per sette anni, dalle giovanili fino alla prima squadra: con la formazione croata vince per quattro volte sia lo scudetto che la coppa nazionale, raggiungendo inoltre, in ambito europeo, la finale della Challenge Cup 2009-10. Nella stagione 2010-11 passa al Piemonte, società militante nel massimo campionato italiano: a Cuneo vince la Coppa Italia e la Supercoppa italiana, prima di trasferirsi al Corigliano Volley, in Serie A2, nell'annata 2011-12.
In seguito, dopo un'esperienza nel campionato kuwaitiano nelle file del Kazma, viene ingaggiato dal Panathīnaïkos, nella Volley League greca per il campionato 2013-14, mentre nel campionato seguente è tesserato dagli spagnoli del Teruel, militanti nella Superliga de Voleibol Masculina, con cui si aggiudica la Supercoppa e la Coppa del Re.
Dopo un'esperienza in Tunisia con l'Étoile du Sahel, nel corso della quale vince la coppa nazionale, resta inattivo per qualche mese, rientrando in campo nel febbraio 2017, quando viene ingaggiato per il finale di stagione dagli Hyundai Skywalkers, nella V-League sudcoreana, vincendo lo scudetto. Nel campionato 2017-18 gioca nella Liga Argentina de Voleibol con l'UPCN, aggiudicandosi prima la Coppa Máster e poi lo scudetto. 
Gioca in seguito negli Emirati Arabi Uniti con la formazione del Baniyas, prima di approdare in Indonesia per partecipare alla Proliga 2019 col Palembang BSB: dopo questa esperienza gioca per due annate in Arabia Saudita, dove difende i colori dell'Al-Ahli, vincendo uno scudetto.

### Nazionale
Nel 2006 partecipa alle qualificazioni europee al campionato mondiale 2007 con la nazionale croata Under-21.
Fa il suo esordio nella nazionale della Croazia sempre nel 2006, conquistando la medaglia d'argento all'European League, bissata nell'edizione 2013 del torneo. In seguito si aggiudica l'oro all'European Silver League 2018, dove viene premiato come miglior schiacciatore.

## Palmarès

### Club
- Campionato croato: 4

2005-06, 2006-07, 2007-08, 2009-10
- Campionato sudcoreano: 1

2016-17
- Campionato argentino: 1

2017-18
- Campionato saudita: 1

2019-20
- Coppa di Croazia: 4

2005, 2006, 2008, 2009
- Coppa Italia: 1

2010-11
- Coppa del Re: 1

2014-15
- Coppa di Tunisia: 1

2015-16
- Supercoppa italiana: 1

2010
- Supercoppa spagnola: 1

2014
- Coppa Máster: 1

2017

### Nazionale (competizioni minori)
- European League 2006
- European League 2013
- European Silver League 2018

### Premi individuali
- 2018 - European Silver League: Miglior schiacciatore